# Antonio Ortuño
Antonio Ortuño Sahagún (n. Guadalajara; Jalisco, 28 de julio de 1976) es un escritor mexicano.
Es narrador, guionista y articulista. Ha publicado más de veinte libros, entre novelas, cuentos, narrativa juvenil e infantil, y ensayo. Algunas de sus obras más conocidas son las novelas Recursos humanos (llevada al cine por el director Jesús Magaña en 2023), La fila india, Olinka y La Armada Invencible, así como los relatos de La vaga ambición.
Ha sido ganador del V Premio Ribera del Duero de Narrativa Breve (España, 2017), del I Premio de Cuento Iberoamericano Bellas Artes Nellie Campobello (México, 2018) y del Premio Cuatrogatos de literatura juvenil (Estados Unidos, 2017). Fue nominado en 2024 al premio Ariel, de la Academia Mexicana de las Artes y Ciencias Cinematográficas (AMAC), en la categoría de “Mejor guion adaptado”, por la película Recursos humanos.
Fue seleccionado como escritor residente en la ciudad de Berlín por la Deutscher Akademischer Austauschdienst (DAAD) para el periodo 2018-2019. Fue seleccionado como parte de la lista de los 25 mejores escritores jóvenes en español, generación 2010, por la revista británica Granta.
También formó parte de la lista México 20, de los mejores escritores mexicanos menores de 40 años, auspiciada por el British Council y el Hay Festival en 2015. Fue elegido Escritor del año por la revista GQ en 2010.
Ha sido elegido en tres ocasiones como miembro del Sistema Nacional de Creadores de Arte de México (SNCA). Obras suyas se han traducido a doce idiomas, entre ellos el alemán, el francés, el italiano, el inglés, el rumano, el holandés, el croata y el coreano.
Ha colaborado con publicaciones como El País, The New York Times, Le Monde Diplomatique o Letras Libres. Fue editor de temas generales, internacionales y culturales en los periódicos Siglo 21, Público, Milenio, y El Informador.
Es hermano menor del poeta mexicano Ángel Ortuño, fallecido en 2021. 

## Valoraciones de su obra
La crítica ha destacado su ironía y humor negro, la agilidad y precisión de su lenguaje y su capacidad para explorar las contradicciones de sus personajes.
Su primera obra, El buscador de cabezas (2006), que tiene influencias de la novela negra, fue elegida entre los mejores libros mexicanos del año según el periódico Reforma por el crítico Sergio González Rodríguez. La novela aborda la historia de Álex Faber, periodista corrupto y ex skinhead, quien queda atrapado entre sus deslealtades cuando un movimiento ultraderechista toma el poder en su país.
Su segunda novela, la satírica Recursos humanos (2007), fue finalista del Premio Herralde de Novela, de la editorial Anagrama. Sobre ella, el crítico español J. Ernesto Ayala-Dip, afirmó en el suplemento Babelia, del diario El País, que “se inscribe en la tradición de virulencia conceptual de un Cioran, de un Céline, incluso de un Martin Amis”. La novela cuenta la historia de Gabriel Lynch, un oficinista de clase media obsesionado con sustituir a su jefe, a quien comienza a cercar con tácticas terroristas. 
La fila india (2013), una novela coral, trata sobre el paso por México de los migrantes centroamericanos, en su camino a Estados Unidos, y la forma en que son deshumanizados y violentados por los mexicanos. El escritor Emiliano Monge la calificó como “metáfora certera”, “novela perdurable” y “la obra más lograda” del autor hasta esa fecha.
Méjico (2015) vuelve al tema de la migración, pero en otro contexto, al alternar la historia de una familia de anarquistas españoles que huyen a México luego de la Guerra Civil con la de un descendiente suyo quien, dos generaciones después, escapa a España en medio de una ola de violencia criminal. El crítico Roberto García Bonillas dijo del libro: “(…) es una novela del lenguaje. La aspiración de integrar distintas hablas en un discurso literario es una de las más complejas en el oficio del narrador y [Ortuño] logra en Méjico un relato excepcional…”.
En 2017 aparece el más conocido de sus libros de cuentos, La vaga ambición, compuesto por seis relatos interconectados por el mismo personaje, el escritor Arturo Murray, quien trata de sostener su vocación literaria a través de los años y las crisis personales y estilísticas. El escritor Enrique Vila-Matas consideró que Ortuño es un “maestro de las variaciones sutiles, como puede apreciarse —admirarse— a lo largo de La vaga ambición”. El libro recibió los premios internacionales Ribera del Duero y Nellie Campobello.
Olinka, novela de 2019, se interesa por la historia de los Flores, una familia de desarrolladores inmobiliarios que sobrellevan mal el fracaso de su gran proyecto, una urbanización de lujo, y deben luchar con todos sus recursos para no derrumbarse ante los embates de la política y el crimen organizado. El crítico Roberto Pliego dijo de ella: “llega hasta nosotros con un estilo caudaloso, tan certero como imaginativo. No solo ha sumado más desazón a nuestra existencia sino confirmado que las buenas novelas contienen varios significados. Olinka es caleidoscópica porque cuenta lo que hay detrás de las tragedias humanas”.
La humorística La Armada Invencible (2022), aborda la historia de unos cuarentones que pretenden volver a reunir la banda de heavy metal que tuvieron un cuarto de siglo antes, en sus juventudes. Es una novela que utiliza un lenguaje coloquial, muy distinto al de otras del autor, y se enfoca en aspectos como la melancolía, el pasado, la amistad y el peso cultural del metal. De ella dijo el poeta José Homero que resulta “memorable por su destreza artesanal y por la sabiduría literaria que destila en su estilo, plagado de intertextualidades […] que no requieren del alarde para potenciar sentidos”. 

## Cine
En 2023, la novela Recursos humanos fue llevada al cine por el director Jesús Magaña, en una coproducción mexicano-argentina grabada en la ciudad de Córdoba, Argentina. La película tuvo su premier en el Festival Internacional de Cine de Morelia y fue exhibida comercialmente entre noviembre y diciembre de 2023 en México y en marzo y abril de 2024 en Argentina. 
La cinta logró cuatro nominaciones a los premios Ariel, de la Academia Mexicana de las Artes y Ciencias Cinematográficas (AMAC), entre ellas la de "Mejor guion adaptado". La adaptación corrió a cargo del director Jesús Magaña, el propio Antonio Ortuño y el guionista Fernando del Razo.  
Recursos humanos también fue seleccionada como parte de la shortlist de la AMAC para la propuesta mexicana hacia los premios Oscar y Goya de 2025.  

## Obras publicadas
Novela
- El buscador de cabezas, 2006 (Joaquín Mortiz; reeditada en 2015 por Tusquets)
- Recursos humanos, 2007 (Anagrama; reeditada en 2020 por Seix Barral)
- Ánima, 2011 (Mondadori; reeditada en 2021 por Seix Barral)
- La fila india,[3]2013 (Editorial Océano; reeditada en 2021 por Seix Barral)
- Blackboy, 2014 (juvenil, con el seudónimo A. del Val, Ediciones B)
- Méjico, 2015 (Editorial Océano; reeditada en 2021 por Seix Barral)
- El rastro, 2016 (juvenil, Fondo de Cultura Económica)
- El ojo de vidrio, 2018 (juvenil, Fondo de Cultura Económica)
- Olinka, 2019 (Seix Barral)
- Matarratas, 2021 (juvenil, Editorial Océano, colección Gran Travesía)
- La Armada Invencible, 2022 (Seix Barral)

Colecciones de cuento
- El jardín japonés, 2007 (Páginas de Espuma, Madrid)
  - Contenido: "Ars cadáver"; "Si huele a carne es Babel"; "El jardín japonés"; "Amor y ensalada fresca"; "Los más bellos poemas del abogado Seltz"; "Sonámbulo"; "Mi primer cachorro muere"; "Marcos, 'Quién' y yo"; "Pseudoefredina"; "Doc Manhattan"; "La mano izquierda"; "El trabajo del gallo".
- La señora Rojo, 2010 (Páginas de Espuma, Madrid)
  - Contenido: I. La carne. "Agua corriente"; "Felicidad"; "El día del amor"; "La señora Rojo"; "Masculinidad"; "El Grimorio de los Vencidos"; "Carne"; "Ventaja". II. El mundo. "La culpa de las revueltas"; "Historia"; "Boca pequeña y labios delgados" "Pavura"; "Héroe".
- Agua corriente, 2015 (antología personal de relatos; La Travesía, Lima; 2016, Tusquets Editores).
- La vaga ambición, 2017 (Páginas de Espuma, Madrid).
  - Contenido: "Un trago de aceite"; "El caballero de los espejos"; "Quinta temporada"; "Provocación repugnante"; "El príncipe con mil enemigos"; "La Batalla de Hastings".
- Material de lectura, Antonio Ortuño, 2020 (antología de cuentos, con prefacio de L.M. Oliveira, Universidad Nacional Autónoma de México (UNAM), colección Cuento Contemporáneo, No. 138).
- Esbirros, 2021 (Páginas de Espuma, Madrid).
  - Contenido: "Historia del cadí, el sirviente y su perro"; "Escriba"; "El horóscopo dice"; "Temor"; "Tiburón"; "Almas blancas"; "Bienaventurados los mansos"; "La reina de Inglaterra"; "El rastro de la nieve en tu sangre"; "Gusano"; "Interruptor".[4]

Literatura infantil
- Dientes, 2015 (Petra Ediciones, ilustrado por Flavia Zorrilla).

- Los viajes de Laika, 2021 (ilustrado por Jonathan Farr, Editorial Océano, colección Travesía)

Ensayo
- Contra las buenas intenciones, 2008 (con un texto adicional de Hans-Ulrich Gumbrecht), Tumbona/Conaculta, colección Versus

- El caníbal ilustrado, 2019 (Dharma Books)

## Reconocimientos
- Finalista del Premio Herralde de novela, 2007
- Ganador del V Premio de narrativa breve Ribera del Duero, 2017[5]
- Ganador del Premio Bellas Artes de Cuento Hispanoamericano Nellie Campobello, 2018[6]

| Predecesor: Samanta Schweblin Siete casas vacías | Premio Internacional de Narrativa Breve Ribera del Duero 2017 La vaga ambición | Sucesor: Marcelo Luján La claridad |